# Krystalická struktura

Ukázka krystalické struktury chloridu sodného NaCl (kuchyňská sůl)

Krystalická struktura neboli struktura krystalu je konkrétní způsob rozmístění základních stavebních částic (atomů, iontů nebo molekul) v krystalu. Krystalické struktury vznikají z vnitřní povahy částic, které tvoří symetrické vzory nebo přesněji rovnoběžnostěny opakující se podél hlavních směrů trojrozměrného prostoru.
Nejmenší skupinou částic, která tvoří tento opakující se vzor a obsahuje všechny informace potřebné k popisu krystalu, je elementární (jednotková nebo základní) buňka struktury. Mnohonásobným opakováním této buňky se beze zbytku vyplní prostor krystalu. Délky hlavních os, hran a úhly mezi nimi v elementární buňce se nazývají mřížkové konstanty a určují symetrii buňky.
Elementární buňka je podjednotkou krystalové mřížky, která je vytvořena plynulým spojením stejných elementárních buněk ve všech třech rozměrech prostoru. Podle svých parametrů nebo přesněji podle mřížkových konstant se krystalové mřížky dělí na 7 základních typů - trojklonná (triklinická), jednoklonná (monoklinická), kosočtverečná (ortorombická), čtverečná (tetragonální), šesterečná (hexagonální), klencová (trigonální) a krychlová (kubická). Všechny možnosti mřížky popisuje 14 bravaisových mřížek.

## Typy struktur krystalu
Uspořádání atomů v krystalu má za následek specifické fyzikální a chemické vlastnosti minerálů jako například vodivost, tvrdost či hustotu. Krystalová struktura a symetrie tak hrají zásadní roli při určování mnoha fyzikálních vlastností látek, jako je štěpení, struktura elektronického pásu a optická průhlednost. Podle typu stavebních částic v krystalické struktuře rozlišujeme tyto krystaly:
- Iontové krystaly – kationty a anionty jsou v krystalické mřížce spojeny elektrostatickými silami. Vyznačují se těmito vlastnostmi – vysoké teploty tání, tvrdé, křehké. V pevném stavu nevodivé, taveniny a roztoky vodivé (elektrolyty) – například soli
- Atomové krystaly – jednotlivé atomy jsou v krystalické mřížce spojeny kovalentními vazbami. Vyznačují se těmito vlastnostmi – velmi tvrdé, lesklé, vysoké teploty tání, nerozpustné – například diamant, křemík, karbidy, silicidy
- Molekulové krystaly – molekuly jsou v krystalické mřížce spojeny pouze mezimolekulovými interakcemi. Vyznačují se těmito vlastnostmi – méně pevné, měkké, nízké teploty tání – například voda (led), organické látky
- Kovové krystaly – kationty kovu jsou v krystalické mřížce těsně spojeny pomocí volně se pohybujících elektronů. Vyznačují se těmito vlastnostmi – elektricky i tepelně vodivé, lesklé, kujné a tažné, ostatní vlastnosti závisí na počtu volných elektronů – například železo
- Vrstevnaté krystaly – jednotlivé atomy jsou v krystalické mřížce spojeny kovalentními vazbami zajišťujícími vytvoření vrstev a mezimolekulovými interakcemi zajišťujícími soudržnost vrstev. Vyznačují se těmito vlastnostmi – jsou velmi podobné vlastnostem atomových a molekulových krystalů – například grafit

## Elementární (jednotková) buňka

Příklad elementární buňky - jednoklonná

V každé krystalické struktuře můžeme určit rovnoběžnostěn, kde je takové uspořádání částic, které se pravidelně opakuje v celém krystalu. Tato nejmenší část krystalické struktury se nazývá elementární buňka. Geometrie elementární buňky je definována jako rovnoběžnostěn, který je popsán jako šest parametrů mřížky - délky okrajů buněk (a, b, c) a úhly mezi nimi (α, β, γ).
Elementární buňka je podjednotkou krystalické mřížky a obsahuje všechny informace potřebné k popisu krystalu. Mřížka je vytvořena plynulým translačně symetrickým spojením stejné elementární buňky ve všech třech rozměrech prostoru. Všechny možnosti  popisuje 14 bravaisových mřížek.

## Krystalická (krystalová) mřížka

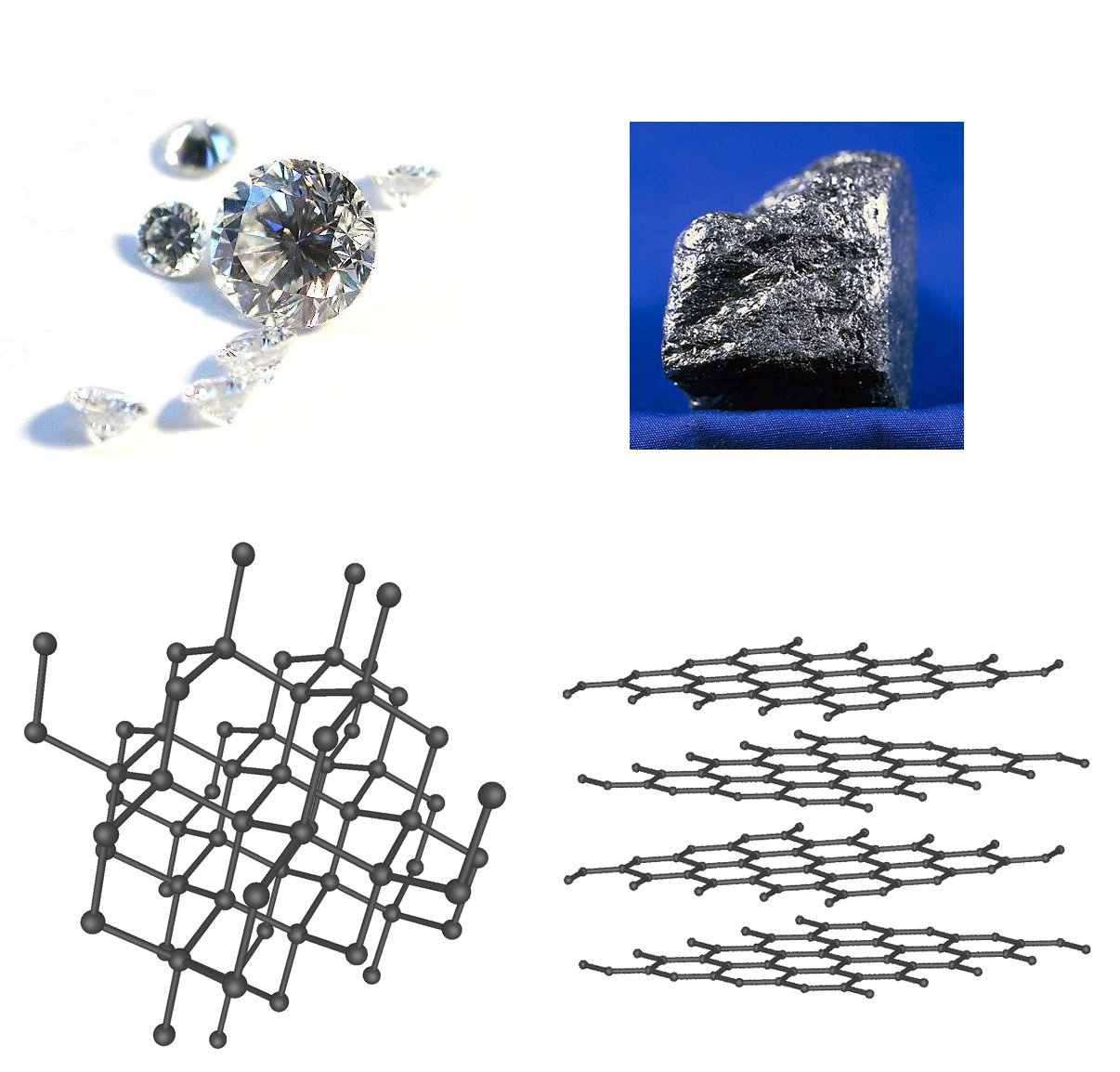
Odlišná krystalická mřížka uhlíku. Vlevo diamant (krychlová) a vpravo grafit (šesterečná)

Související informace naleznete také v článku Krystalografická soustava.
Zjednodušený nákres krystalické struktury, jehož základem je elementární buňka se nazývá krystalická mřížka. Krystalické mřížky se od sebe odlišují tvarem elementární buňky, jejími rozměry a velikostmi úhlů. Podle těchto parametrů se dělí na 7 základních typů:
- trojklonná (triklinická)
- jednoklonná (monoklinická)
- kosočtverečná (ortorombická)
- čtverečná (tetragonální)
- šesterečná (hexagonální)
- klencová (trigonální)
- krychlová (kubická)

## Poruchy krystalické mřížky
Související informace naleznete také v článku Krystalová porucha.
Plně zaplněná krystalická mřížka je ideální stav, ten je však nereálný ve skutečném světě, kde krystaly mají poruchy mřížky:
- Bodové poruchy
  - substituční atom – příměs atomu jiného prvku do krystalického materiálu (např. v polovodičích)
  - intersticiální atom – cizí atom v meziuzlové poloze (tzn. atom vmísen mezi dvě patra krystalické struktury)
  - vakance – chybí částice v uzlové poloze
  - Frenkelova porucha – kombinace poruchy intersticiálního atomu a vakance (atom se dostal z řádné do intersticiální polohy)
  - Schotkyho porucha – 2 vakance (chybí aniont a kationt)
- Lineární poruchy (dislokace)
  - hranová – chybí souvislá část atomů v jedné vrstvě mřížky, následná deformace ostatních vrstev směrem k vzniklé mezeře
  - šroubová – posun celé struktury o půlotáčku
  - disklinace – stočení mřížkového vektoru – deformace vrstev tak, že vzniknou nové osy symetrie
- Plošné
  - mozaika – pravidelné bloky krystalické mřížky vázané na sebe nepravidelně (jako polykrystaly ale bez plynných částí)
  - hranice zrn